# Timo Hartmann
Timo Hartmann (* 3. Februar 1981 in Neumünster) ist ein deutscher Herpetologe. Sein Forschungsschwerpunkt sind Reptilien und Amphibien Indochinas.

## Leben
Hartmann wuchs in Neumünster auf und machte an der Holstenschule Neumünster Abitur. Er studierte Biologie an der Universität Bonn und wurde dort unter Wolfgang Böhme am Zoologischen Forschungsmuseum Alexander Koenig ausgebildet.

## Forschung
Hartmann forschte vor allem in Kambodscha. Er dokumentierte erstmals die herpetologische Artengemeinschaft des Phnom Kulen Nationalparks und wies für diesen über 80 Amphibien und Reptilienarten nach.
Hartmann ist seit 2013 als Co-Autor an zahlreichen Erstbeschreibungen aus dem südostasiatischen Raum beteiligt:
- Calotes bachae Hartmann, Geissler, Poyarkov, Ihlow, Galoyan, Rödder & Böhme, 2013
- Calotes geissleri Wagner, Ihlow, Hartmann, Flecks, Schmitz & Böhme, 2021
- Calotes goetzi Wagner, Ihlow, Hartmann, Flecks, Schmitz & Böhme, 2021
- Calotes vindumbarbatus Wagner, Ihlow, Hartmann, Flecks, Schmitz & Böhme, 2021
- Cyrtodactylus kulenensis Grismer, Geissler, Neang, Hartmann, Wagner & Poyarkov, 2021
- Lipinia trivittata Poyarkov, Geissler, Gorin, Dunayev, Hartmann  & Suwannapoom, 2019
- Lipinia vassilievi Poyarkov, Geissler, Gorin, Dunayev, Hartmann  & Suwannapoom, 2019
- Lycodon zoosvictoriae Neang, Hartmann, Hun, Souter & Furey, 2014
- Lygosoma veunsaiense Geissler, Hartmann & Neang, 2012
- Malayemys khoratensis Ihlow, Vamberger, Flecks, Hartmann, Cota, Makchai, Meewattana, Dawson, Kheng, Rödder & Fritz, 2016